# 唐梅院
唐梅院（とうばいいん、? - 寛永16年7月3日（1639年8月2日））は、戦国時代から江戸時代にかけての女性。松平康親の娘。井伊直政の正室。名は花。

## 経歴
- 天正10年（1582年）、徳川家康の養女となる。
- 天正12年（1584年）、家康の寵臣・井伊直政に嫁いだ。直政との間に井伊直勝らをもうけた。
- 慶長7年（1602年）に直政が死去すると、出家し唐梅院と号した。出家後は、いまだ12歳の直勝をささえていた。
- 寛永16年（1639年）7月3日に死去。戒名は唐梅院殿台誉崇玉大姉。法名については清泉院とも。